# Kobylnik (obwód grodzieński)
Kobylnik (biał. Кабыльнікі, Kabylniki; ros. Кобыльники, Kobylniki) – osiedle na Białorusi, w obwodzie grodzieńskim, w rejonie świsłockim, w sielsowiecie Świsłocz, przy linii kolejowej Andrzejewicze–Świsłocz–granica państwa.

## Historia
W dwudziestoleciu międzywojennym osada leżąca w Polsce, w województwie białostockim, w powiecie wołkowyskim, w gminie Świsłocz. W 1921 miejscowość liczyła 12 mieszkańców, zamieszkałych w 2 budynkach, wyłącznie Białorusinów wyznania prawosławnego.
Po II wojnie światowej w granicach Związku Sowieckiego. Od 1991 w niepodległej Białorusi.